# Cedro do Abaeté
Cedro do Abaeté este un oraș în unitatea federativă Minas Gerais (MG), Brazilia.